# Première circonscription de Limu Kose
La première circonscription de Limu Kose est une des 177 circonscriptions législatives de l'État fédéré Oromia, elle se situe dans la Zone Jimma. Sa représentante actuelle est Neima Taku Abamecha.